# Slovakiske Paradis
Slovakiske Paradis (slovakisk: Slovenský raj ) er en bjergkæde i det østlige Slovakiet. Det er en del af Spiš-Gemer Karst, som igen er en del af de Slovakiske Malmbjerge, en stor underafdeling af de vestlige Karpater Den ligger mellem byerne Spišská Nová Ves i nord og Dobšiná i syd. Det er især kendt for sine kløfter og vandfald. Det er meget populært blandt vandrere, da det har en række usædvanlige ruter gennem kløfter og vandfald. Der er adskillige sektioner, hvor fæstnede stiger bruges til at klatre. Området er beskyttet som nationalpark, Slovakiske Paradis Nationalpark (Národný park Slovenský raj).

## Karakteristik
Det Slovakiske Paradis er en slette med høje plateauer (800-1000 moh. ). Det højeste bjerg er Ondrejisko på 1.270 moh. Området er hovedsageligt dannet af karst kalksten og dolomit. Karstplateauerne viser fænomener som jordfaldshuller og kalkstensflader (lapies). Klimaet er moderat koldt.
Typiske træk er kløfter og raviner (Sokol, Suchá Belá, Piecky og Kyseľ), som danner maleriske stenede scenarier med vandfald, og som hovedsagelig blev skabt af floderne Hnilec og Hornád og deres bifloder. Firs procent af arealet er dækket af granskove kombineret med takstræer.
Der er mere end 200 huler og underjordiske afgrunder Blandt hulerne er Dobšiná Ishulen og Medvedia jaskyňa (Bjørnegrotten) de mest kendte.

## Fauna
I området findes sjældne dyr som brunbjørn (Ursus arctos), kongeørn, tårnfalk og sort stork . Hjorte og vildsvin, ulv (Canis lupus), los ( Lynx lynx) og odder (Lutra lutra) er almindelige.

## Flora
Området er dækket med gran (Picea abies), europæisk bøg (Fagus sylvatica), gran, lærk og skovfyr (Pinus sylvestris).
Vigtige endemiske planter i området er den karpaterklokke (Campanula carpatica), Pulsatilla slavica, Hesperis silvestris, Liguria sibirica og Saxifraga panikulerer. Andre planter, der findes i dette område, er alpeklokke (Soldanella montana ), kranslilje ( Lilium martagon ) og stormhat (Aconitum variegatum).